# Crainimăt, Bistrița-Năsăud
Crainimăt, mai demult Crainimet, Cranimăt (în dialectul săsesc Baidref, în germană Baierdorf, Bayerdorf, în maghiară Németi, Királynémeti, în trad. "Nemții Regelui") este un sat în comuna Șieu-Măgheruș din județul Bistrița-Năsăud, Transilvania, România.

## Lăcașuri de cult

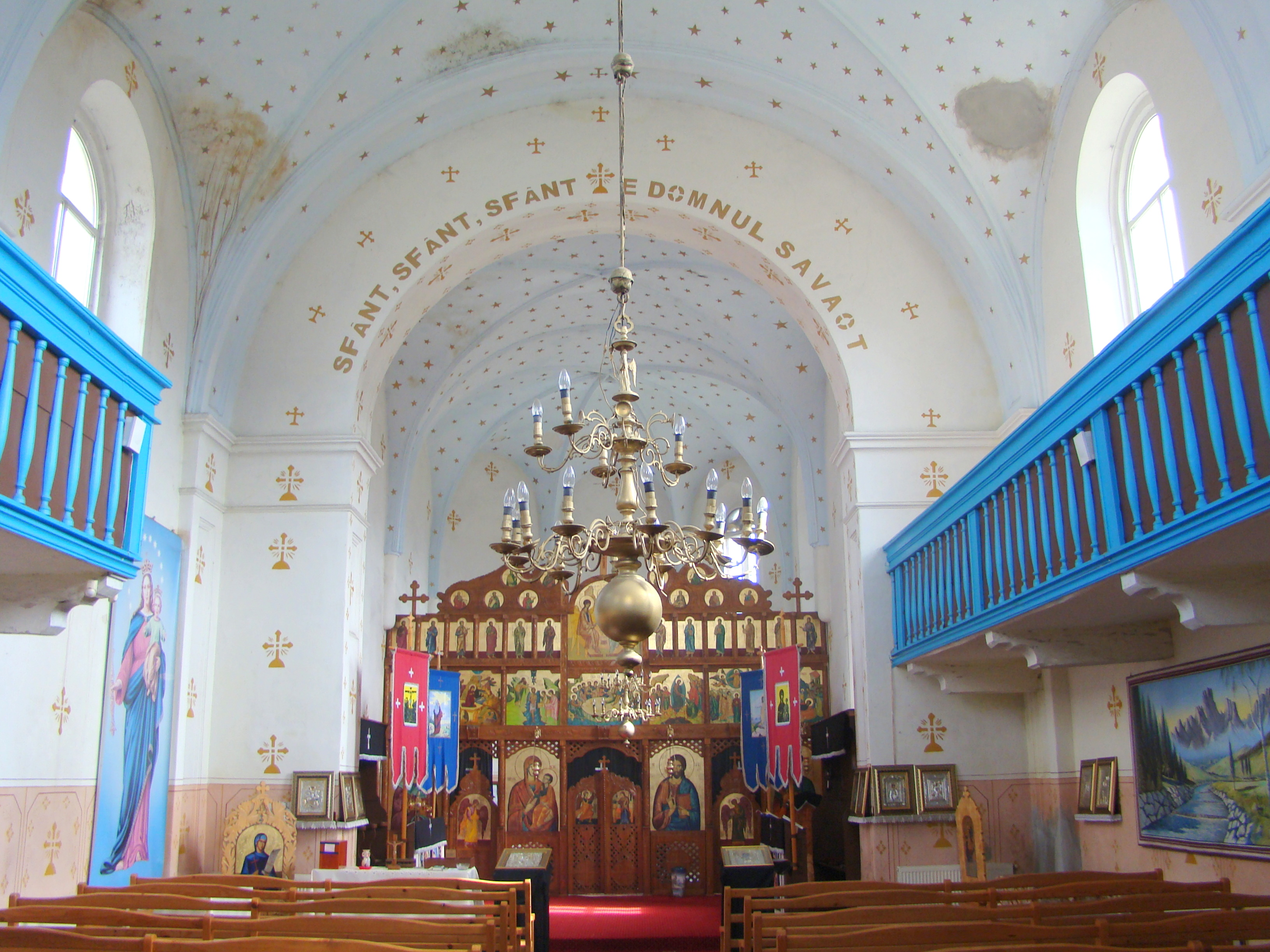
Biserica evanghelică C.A, azi biserica ortodoxă „Sfântul Mare Mucenic Dimitrie, izvorâtorul de mir”

- Fosta Biserică Evanghelică, azi Biserica Ortodoxă „Sfântul Dimitrie” (adresa: Crainimăt nr. 196,  monument istoric, cod: BN-II-a-A-01640.01, datare: începutul secolului al XVI-lea; modificări și renovări mai importante: sfârșitul secolului al XIX-lea – începutul secolului al XX-lea).

Prima atestare a localității are loc în 11 iulie 1264, când Papa Urban al IV-lea, îi scrie lui Ștefan, Voievodul Transilvaniei, fiul lui Bela al IV-lea, să restituie mamei sale, satele și pământurile din Bistrița, Rodna, Jelna și Crainimăt (villa Querali).

## Vezi și
- Biserica evanghelică fortificată din Crainimăt

## Imagini

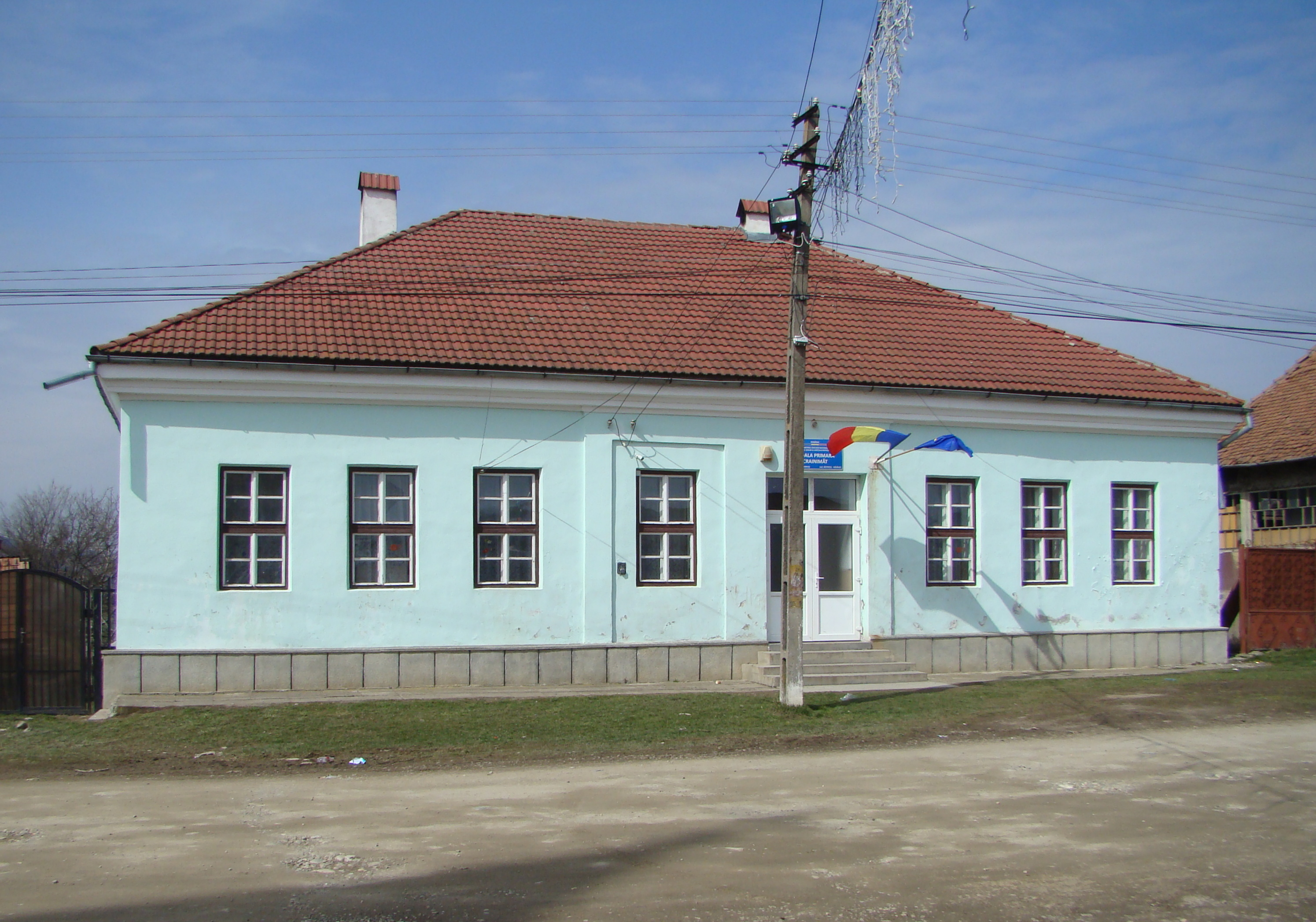
Şcoala
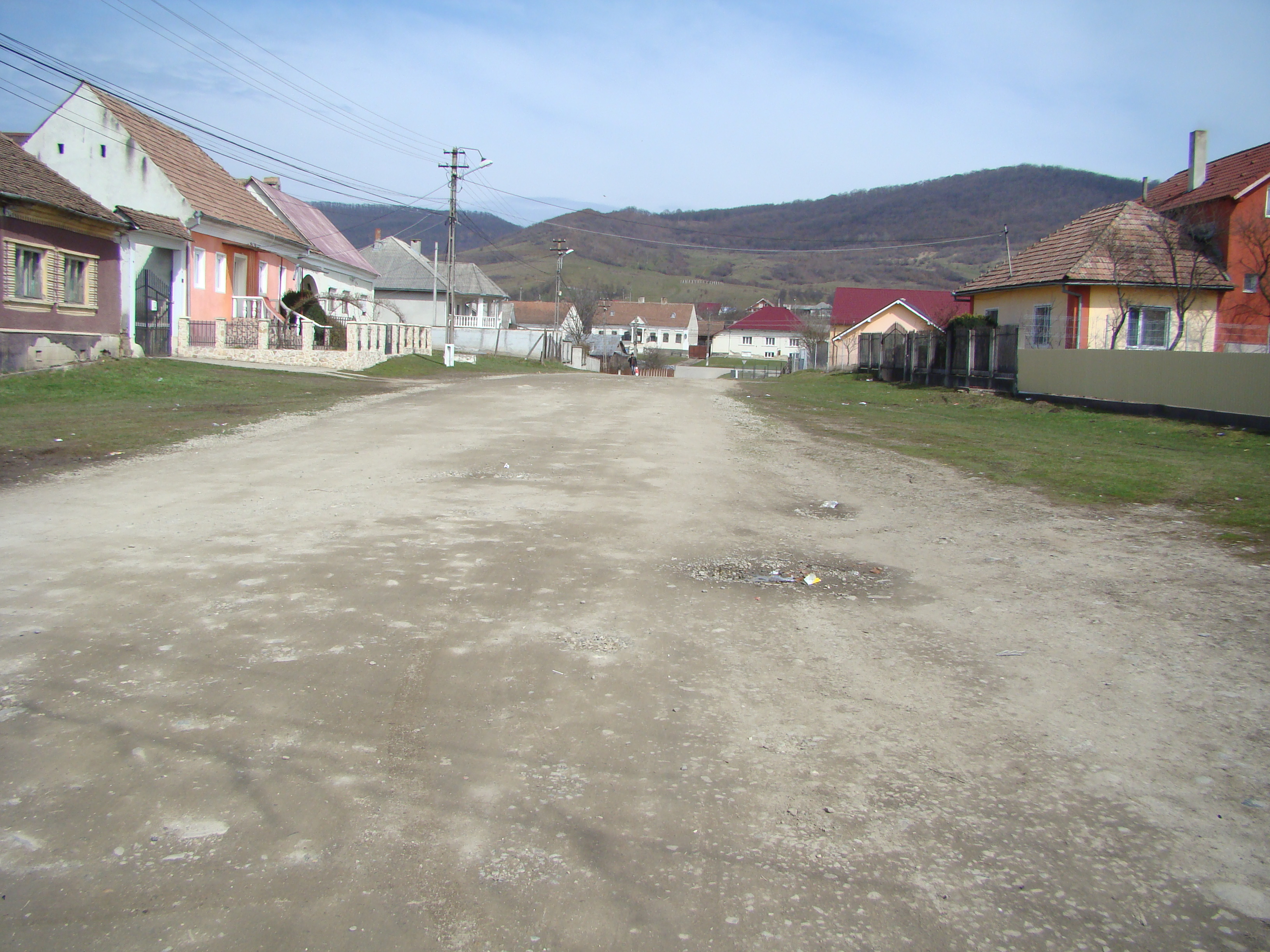
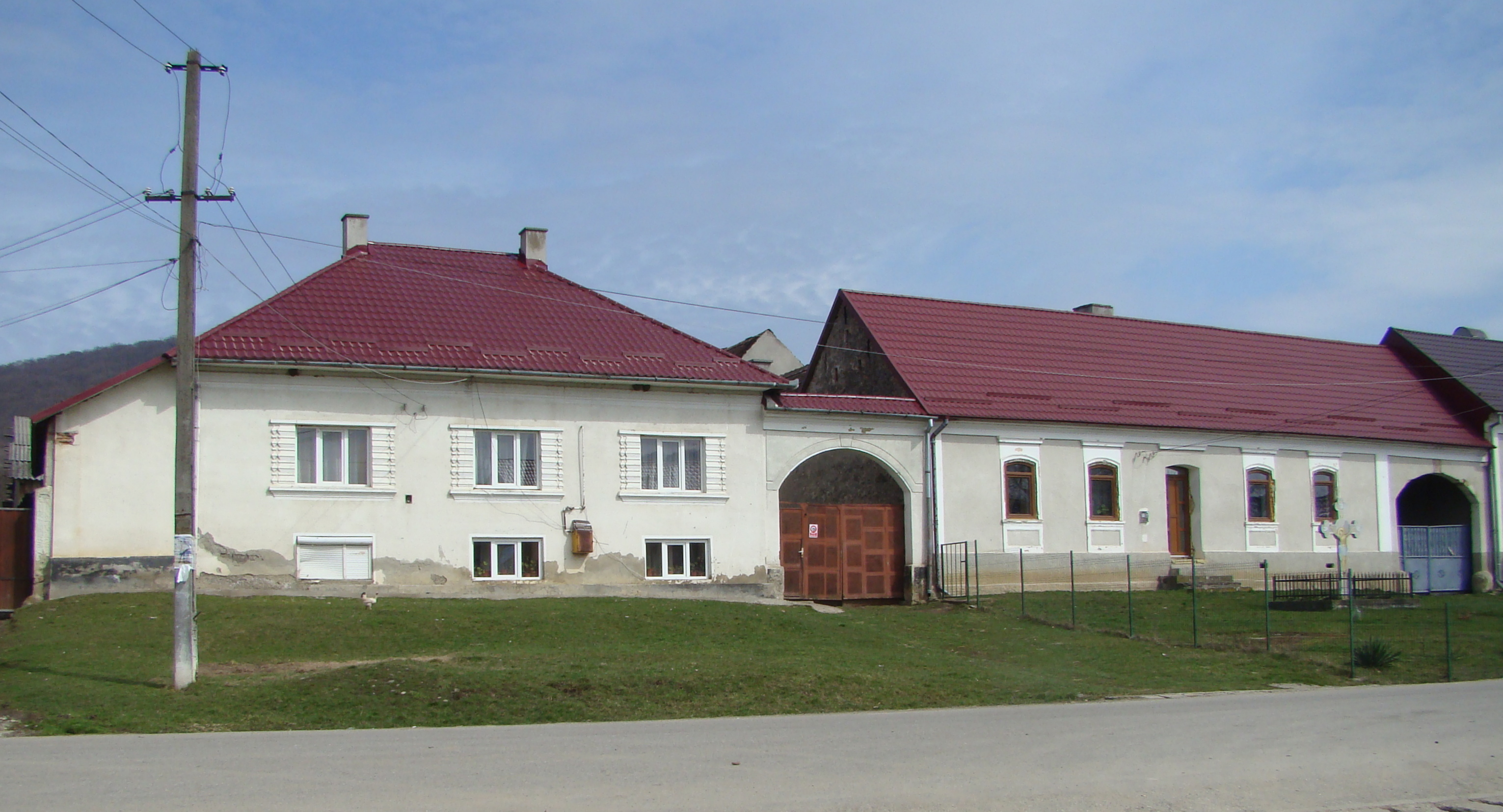
Casă veche săsească
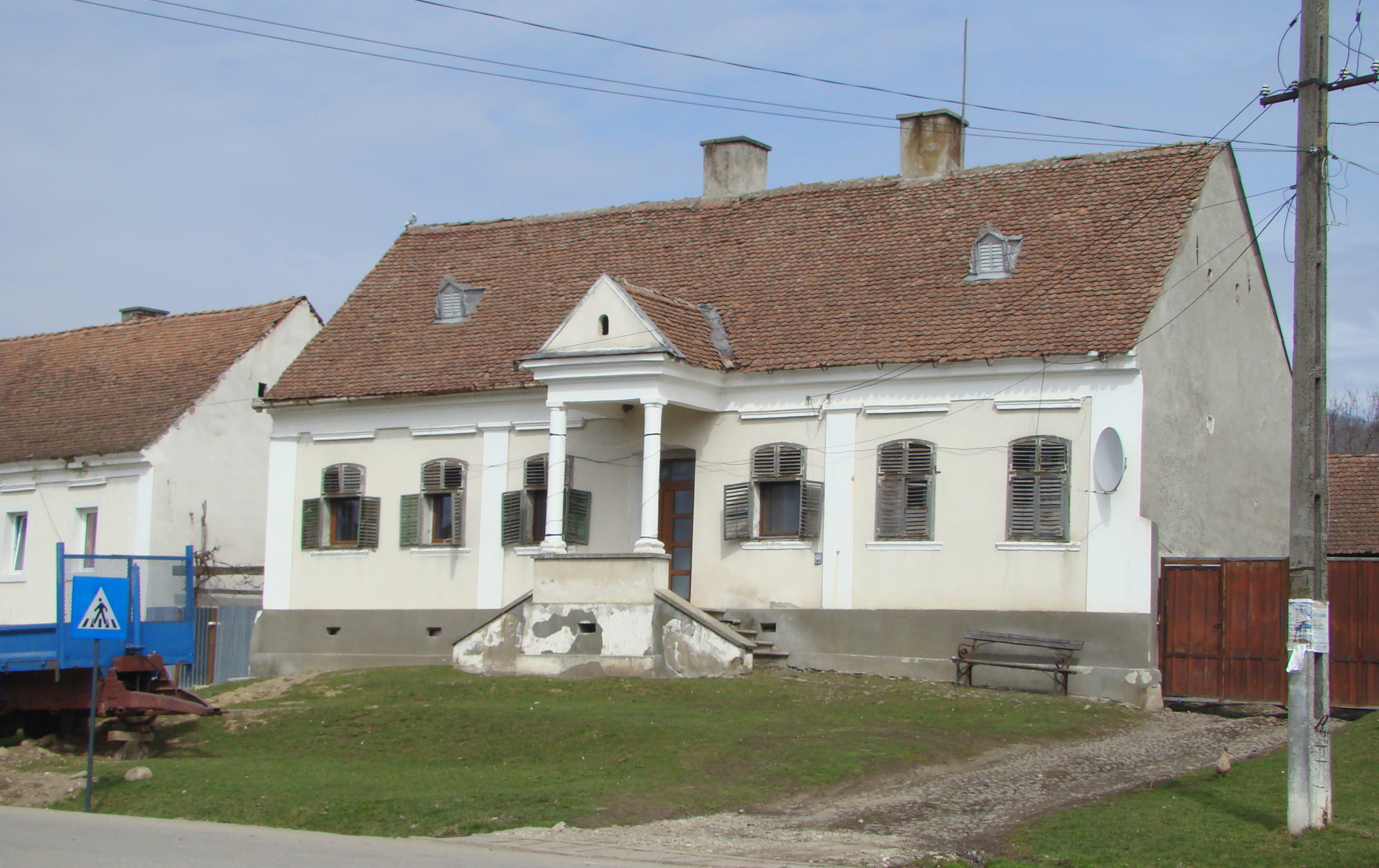
Casă veche săsească
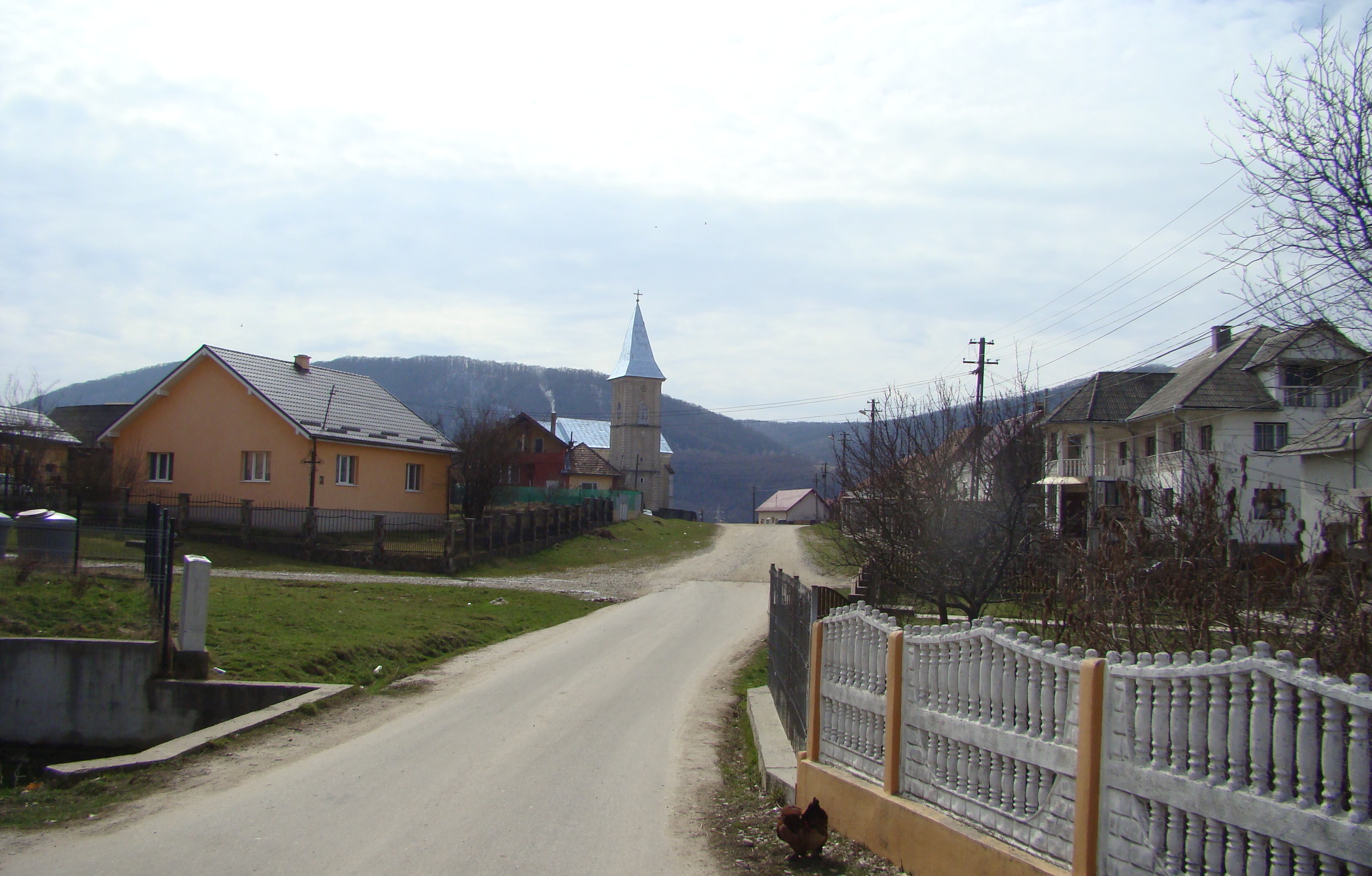
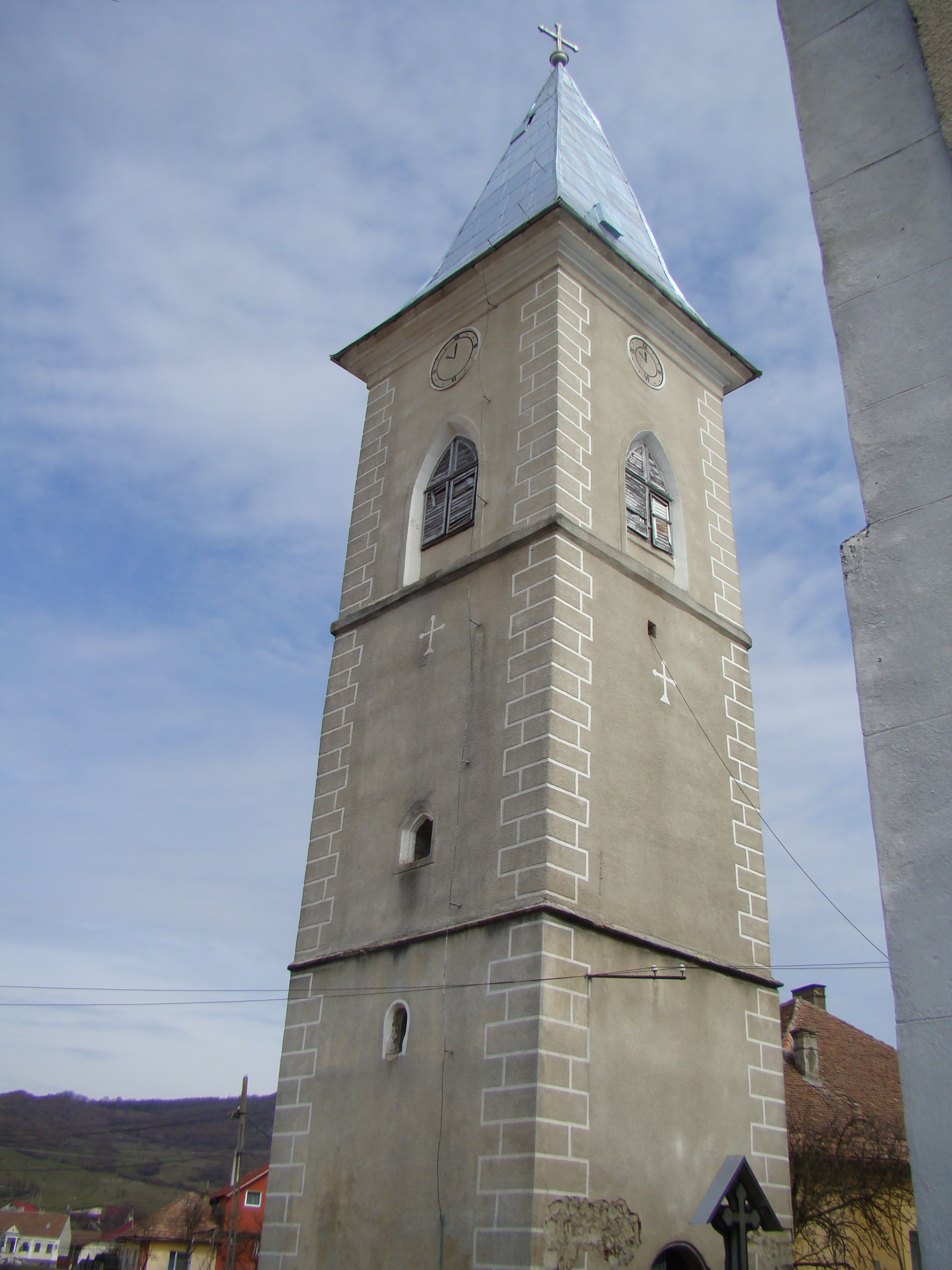
Turnul fostei biserici evanghelice